# Gaiola
Gaiola (piemontiul: Gajòla, okcitánul: Gaiola) település Olaszországban, Piemont régióban, Cuneo megyében. Lakosainak száma 571 fő (2023. január 1.). Gaiola Borgo San Dalmazzo, Moiola, Rittana, Roccasparvera és Valloriate községekkel határos.

## Népesség
A település lakossága az elmúlt években az alábbi módon változott:
| Lakosok száma | 589  | 585  | 571  |
|               | 2017 | 2018 | 2023 |